# 万资姿
万资姿（1980年9月—），女，汉族，湖南湘潭人。中国人民大学哲学博士，中共中央编译局哲学博士后。现任中国青年政治学院中国马克思主义学院副教授。中共十九大代表。